# Donald Bruce
Pour les articles homonymes, voir Bruce.
Ne doit pas être confondu avec Bruce Donald.
Donald William Trevor Bruce, baron Bruce de Donington (3 octobre 1912 - 18 avril 2005) est un soldat britannique, homme d'affaires et homme politique travailliste.

## Jeunesse
Bruce est né à Norbury, dans le sud de Londres, le fils du courtier d'assurance William Trevor Bruce. Il fait ses études à la Donington Grammar School de Donington, Lincolnshire et obtient son diplôme de comptable agréé en 1936.

## Carrière militaire
Bruce sert dans l'armée territoriale de 1931 à 1935, plus tard pendant la Seconde Guerre mondiale, dans les Royal Signals, où il atteint le grade de major en 1942, servant dans la défense antiaérienne de Londres avant de rejoindre l'état-major de Dwight D. Eisenhower en tant qu'officier du renseignement dans les préparatifs du jour J pour lequel il est mentionné dans les dépêches.

## Carrière parlementaire
De 1945 à 1950, Bruce est député travailliste de Portsmouth North. En même temps, il est secrétaire parlementaire privé du ministre de la Santé Aneurin Bevan, et compile de nombreuses notes et documents dans le but d'écrire une biographie de Bevan, une tâche reprise plus tard avec l'aide des papiers de Bruce par Michael Foot.
Lorsque la circonscription de Portsmouth North est redécoupée en 1950, Bruce se présente au siège successeur de Portsmouth West, mais est battu de justesse par le conservateur Terence Clarke.

## Fin de carrière
Il crée son propre cabinet comptable et le dirige jusqu'en 1977, date à laquelle il fusionne avec Halpern and Woolf qui fusionne lui-même avec Casson Beckman pour finalement fusionner avec Baker Tilly pour qui Bruce travaillait encore dans ses 80 ans en tant que consultant.
Le 20 janvier 1975, il est créé pair à vie en tant que baron Bruce de Donington, de Rickmansworth dans le comté de Hertfordshire. En 1976, il est nommé au Parlement européen, mais démissionne en 1979.

## Famille
Lord Bruce of Donington s'est marié deux fois, d'abord avec Joan Letitia Butcher en 1939, et après leur divorce en 1980, avec Cyrena Heard (née Shaw) en 1981. Il a quatre enfants de sa première femme, un fils et trois filles (dont deux sont décédées avant lui).